# Adam Willaerts
Pour les articles homonymes, voir Willaerts.
Adam Willaerts, né à Anvers (Pays-Bas espagnols) en 1577 et mort à Utrecht (Provinces-Unies) le 4 avril 1664, est un artiste peintre de marine néerlandais connu notamment pour ses tableaux  représentant la marine de la république des Provinces-Unies.
D’abord influencé par Hendrick Cornelisz Vroom, le style d’Adam Willaerts s’est ensuite rapproché de celui de Bruegel de Velours.
Willaerts est l’un des fondateurs de la guilde de Saint-Luc d’Utrecht (1611). Ses fils Abraham Willaerts et Isaac Willaerts étaient également peintres.

## Œuvres

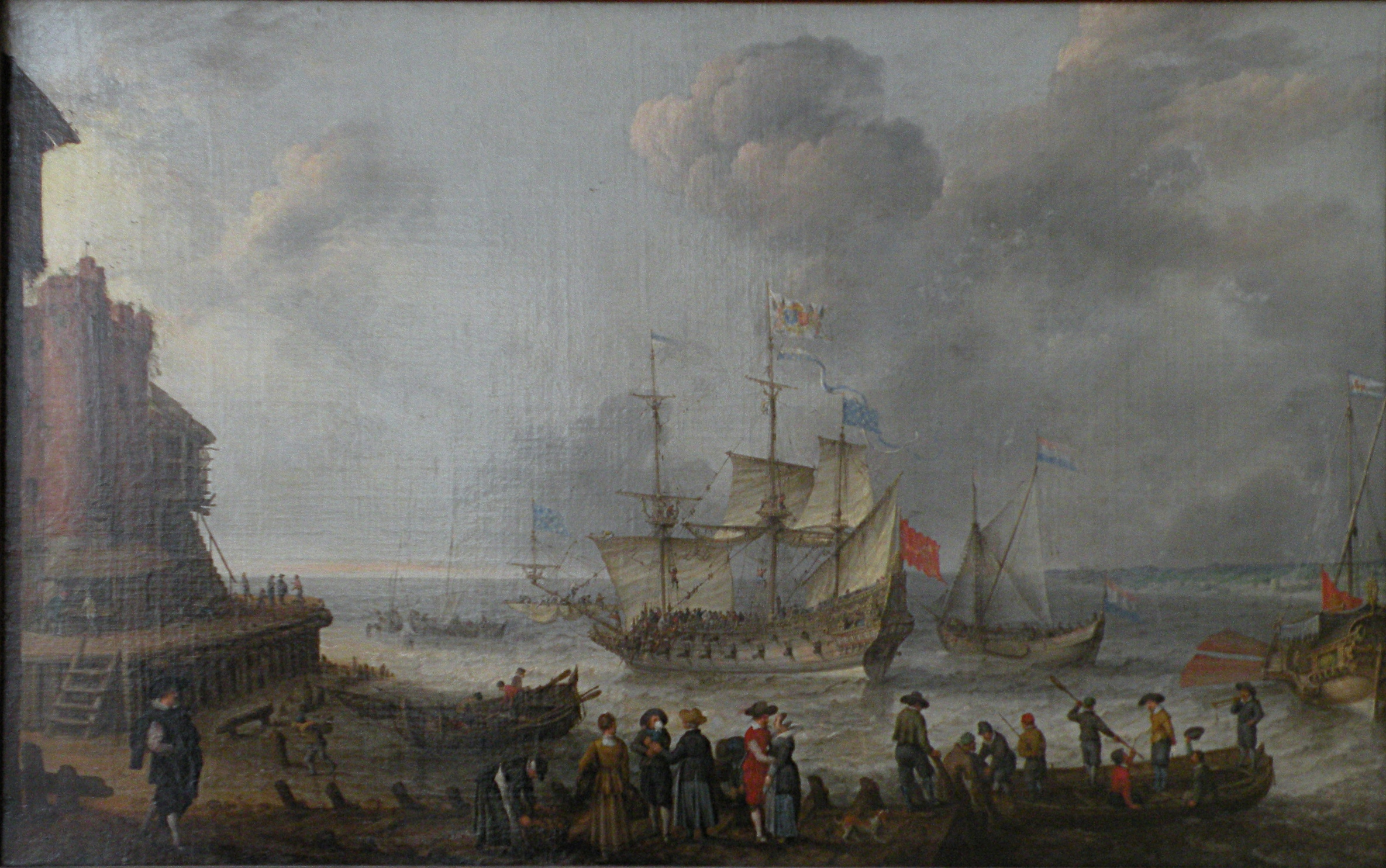
Vaisseau appareillant, tableau d’Adam Willaerts conservé au Musée d'Art moderne André Malraux.

- L’Escadre, Musée des beaux-arts de Marseille
- Paysage maritime, Musée des beaux-arts de Troyes
- Tempête en mer, Musée des Augustins de Toulouse